# TV 2 (Dinamarca)
TV 2 es un canal de televisión comercial con vocación de servicio público que emite en Dinamarca.
El canal comenzó sus emisiones en octubre de 1988. El modelo de televisión comercial que se siguió en Dinamarca es diferente al de otros estados de Europa: el propietario de TV 2 es el estado danés, si bien es independiente del gobierno y no tiene ninguna relación con la radiodifusión pública DR.
Desde 1990 es miembro activo de la Unión Europea de Radiodifusión.

## Historia
En 1986, el Parlamento de Dinamarca aprobó la creación de un segundo canal de televisión en analógico para acabar con el monopolio que ostentaba Danmarks Radio (DR). Se quería así asegurar una alternativa danesa de calidad, ante el creciente número de canales privados escandinavos que la población podía ver vía satélite. «TV 2» fue fundada como una institución privada independiente, con obligaciones de servicio público, que se financiaría a través de la publicidad y de un impuesto directo. La sede central fue establecida en Odense.
A diferencia de otros canales comerciales, TV 2 opera a través de una red de ocho estaciones regionales que reciben un tiempo estipulado de emisión. La primera de ellas, «TV Syd», ya existía desde 1983.
TV 2 inició las emisiones regulares el 1 de octubre de 1988 con una programación de competencia directa con DR. Tanto los programas de actualidad como las retransmisiones deportivas son producidos por el propio canal, mientras que el resto de contenidos deben contratarlos a productoras externas. Tuvo buena acogida entre el público y desde 1991 es el canal de televisión más visto en Dinamarca.
En el 2000 se permitió que TV 2 crease canales temáticos que emitieran a través del satélite. El primero de ellos fue TV 2 Zulu, dirigido al público joven. Desde 2004 el servicio nacional dejó de percibir fondos públicos y se financia solo con la publicidad, aunque las estaciones regionales siguen financiándose parcialmente a través de impuestos.
A partir de 2012 todos los canales comerciales daneses son de pago incluyendo TV 2, disponible si se contrata el paquete básico. Los únicos canales gratuitos en Dinamarca son los de DR y el servicio regional de TV 2. Ese mismo año se iniciaron las emisiones en alta definición.

### Intentos de privatización
TV 2 sigue siendo una empresa estatal, aunque se ha intentado privatizar en varias ocasiones. El gobierno de Anders Fogh Rasmussen llevó a cabo un plan de privatización de 2001, pero no pudo completarlo por la falta de compradores ante las condiciones exigidas. Durante el proceso se produjo la conversión de la compañía en una sociedad por acciones. La retirada de fondos públicos en 2004 conllevó también el reinicio del proceso, con idéntico resultado.

## Servicio regional
TV 2 es un canal de televisión nacional que hace desconexiones locales, llevadas a cabo por ocho emisoras regionales. Se las considera empresas independientes de TV 2. Cada una de ellas da cobertura a la región correspondiente y puede facilitar contenidos al resto de la red, tales como piezas informativas y señales en directo.
Las emisoras regionales siguen percibiendo fondos públicos, a diferencia de la red nacional que solo se financia con publicidad.
| Nombre del canal | Región                           |  |
| ---------------- | -------------------------------- |  |
| TV Syd           | Sur de Jutlandia                 |  |
| TV 2/Fyn         | Fionia                           |  |
| TV 2/Øst         | Oeste de Selandia                |  |
| TV 2/Nord        | Norte de Jutlandia e Islas Feroe |  |
| TV 2/Lorry       | Norte de Selandia y Copenhague   |  |
| TV/Midt-Vest     | Oeste y Centro de Jutlandia      |  |
| TV 2/Østjylland  | Este de Jutlandia                |  |
| TV 2/Bornholm    | Bornholm                         |  |

## Canales temáticos
A partir del 2000, TV 2 lanzó una oferta de canales temáticos disponibles en satélite, cable y televisión digital terrestre de pago. Todos cuentan con versiones en alta definición.
- TV 2 Zulu: Inició sus emisiones el 15 de octubre del 2000. Su público objetivo son jóvenes entre 15 y 30 años, con una programación basada en el entretenimiento.
- TV 2 Charlie: Creado en 2004, emite ficción y entretenimiento para adultos.
- TV 2 News: Canal de información continua, disponible desde 2006.
- TV 2 Sport: Canal de retransmisiones deportivas que empezó a emitir en diciembre de 2006. Fue relanzado en enero de 2015 sustituyendo al canal de cine.
- TV 2 Fri: Dirigida al público femenino, se puso en marcha en 2013.

El servicio de televisión por internet se llama TV 2 Play y es de suscripción.